# Antocha (Antocha) parvicristata
Antocha (Antocha) parvicristata is een tweevleugelige uit de familie steltmuggen (Limoniidae). De soort komt voor in het Oriëntaals gebied.